# Cuisine bruxelloise
La cuisine bruxelloise est une cuisine régionale belge assimilant les spécialités régionales flamandes et wallonnes. Cette ouverture se poursuit aujourd'hui au travers des influences des cuisines des grandes communautés immigrées en Belgique (italienne, espagnole, française, marocaine…). Cette « bâtardise » se retrouve dans le surnom zinneke que les Bruxellois de toutes origines se donnent aujourd'hui. Les Bruxellois sont aussi surnommés kiekefretters (littéralement : « mangeurs de poulets »). Ce sobriquet remonte au XIVe siècle et plusieurs légendes expliquent son origine ; il est gravé sur le monument à Éverard t'Serclaes sur la Grand-Place de Bruxelles.

## Histoire
C'est vers 1508 ou 1514 que paraît à Bruxelles le premier recueil de recettes de cuisine chez l'imprimeur Thomas van der Noot. Le manuscrit, écrit en flamand, n'est pas signé mais a sans doute été compilé par l'éditeur lui-même ; et on y trouve des recettes utilisant les épices, le contraste sucré-salé et bien entendu des recettes de poulet. Un deuxième livre, Eenen nyeuwen coockboeck, signé par le médecin Geeraert Vorselman, paraît à Anvers vers 1560. Un troisième, Familieren keukenboec à l'intention des « demoiselles et des dames qui veulent connaître les secrets de la cuisine et plus particulièrement des tourtes et des tartes », est publié en 1612 à Louvain par Joannes Christophorus Flavius, et est signé par Anthonius Magirus (du grec mageiros, « cuisinier »), vraisemblablement un pseudonyme du poète satirique anversois Petrus Scholiers.

## Produits locaux

### Bières

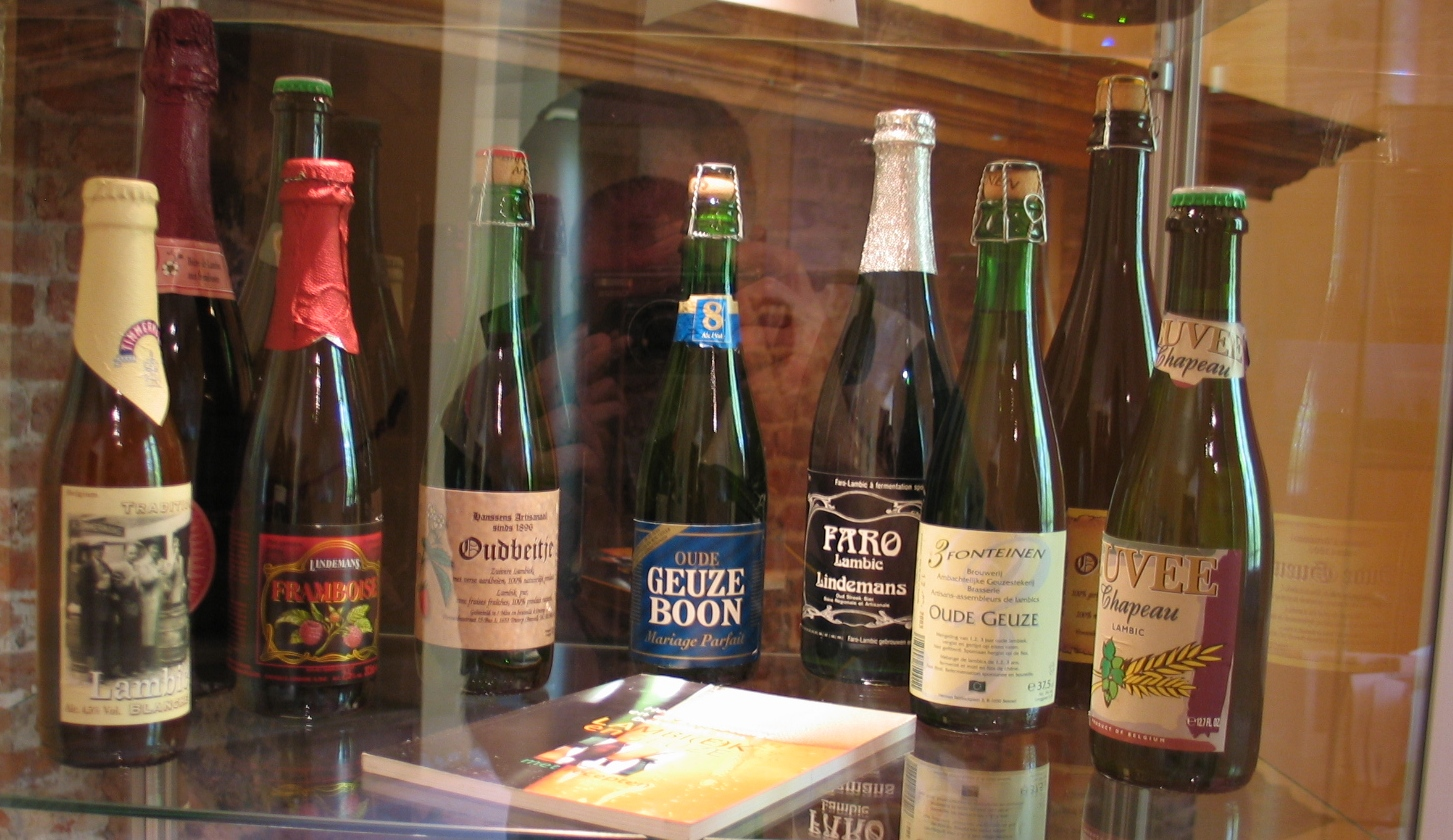
Quelques exemples de bières à base de lambic.

Outre sa consommation en tant que boisson rafraîchissante dans les estaminets et cafés de Bruxelles, la bière est un ingrédient de nombreux plats bruxellois et peut accompagner les repas de l'apéritif au dessert. Les brasseries bruxelloises, une cinquantaine autrefois, ne sont plus que deux : la brasserie Cantillon, établie en 1900, et la brasserie de la Senne, établie en 2003 (brassant à Bruxelles depuis 2010).
Le lambic (lambik en néerlandais), dont la première mention remonte à 1875 dans le Dictionnaire de la brasserie d'A. Laurent, est la bière bruxelloise par excellence. En effet, la levure Dekkera bruxellensis qui est à l'origine de sa fermentation spontanée ne se trouve que dans les eaux des environs proches de Bruxelles ; c'est la seule bière à fermentation spontanée au monde. Cette bière plate, plus ou moins acide selon son âge, sans pétillant ni mousse, est traditionnellement servie dans des cruches de terre cuite vernies.
Le lambic est à la base de la fabrication d'autres bières bruxelloises comme la gueuze, le faro, le lambic blanc, la gueuze sur lie Mort subite. Le lambic peut aussi être fermenté avec des fruits (des cerises griottes pour faire la kriek, des pêches pour fabriquer la Pécheresse, des framboises pour faire la Rosé de Gambrinus, des abricots Bergerons pour faire la Fou'Foune ou, plus rarement, du raisin pour fabriquer la Saint Lamvinus) ; de cette façon, tout le sucre du fruit est transformé en alcool et la bière est parfumée sans être adoucie.
Des bières plus récentes ont fait leur apparition. Ainsi la Zinnebir ou la Brusseleir de la brasserie de la Senne.

### Produits agricoles

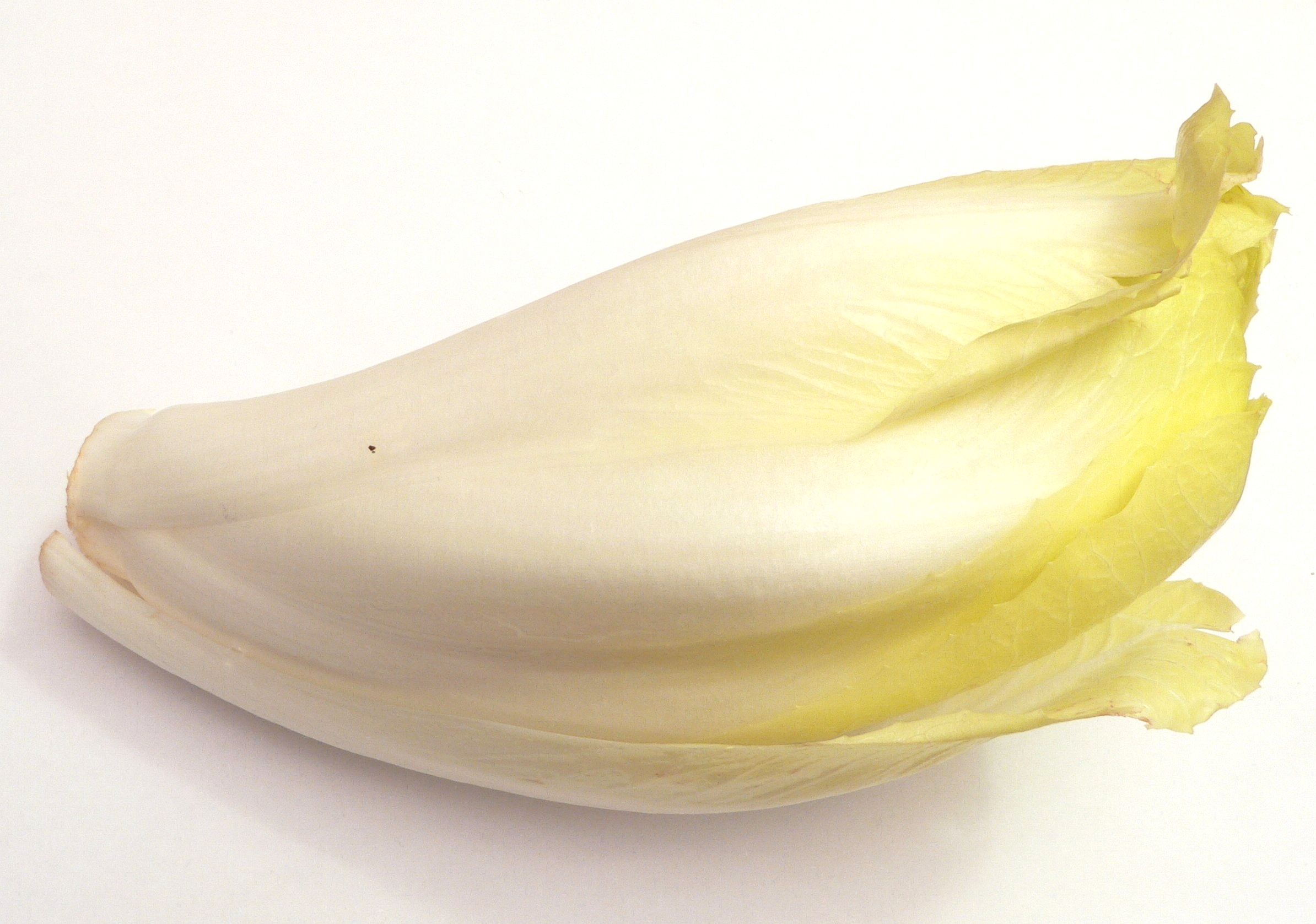
Un chicon.

- Le chicon : légume inventé à Bruxelles vers 1830, mangé cru ou cuit.
- Le chou de Bruxelles : servi le plus souvent cuit puis rissolé au beurre, les feuilles peuvent être servies crues en salade.
- Les jets de houblon : jeunes pousses de houblon cueillies début février.
- La cerise griotte (une variété de Morello belge), historiquement cultivée à Schaerbeek[13].
- La poularde de Bruxelles : poule de la famille du coucou de Malines.

### Charcuterie

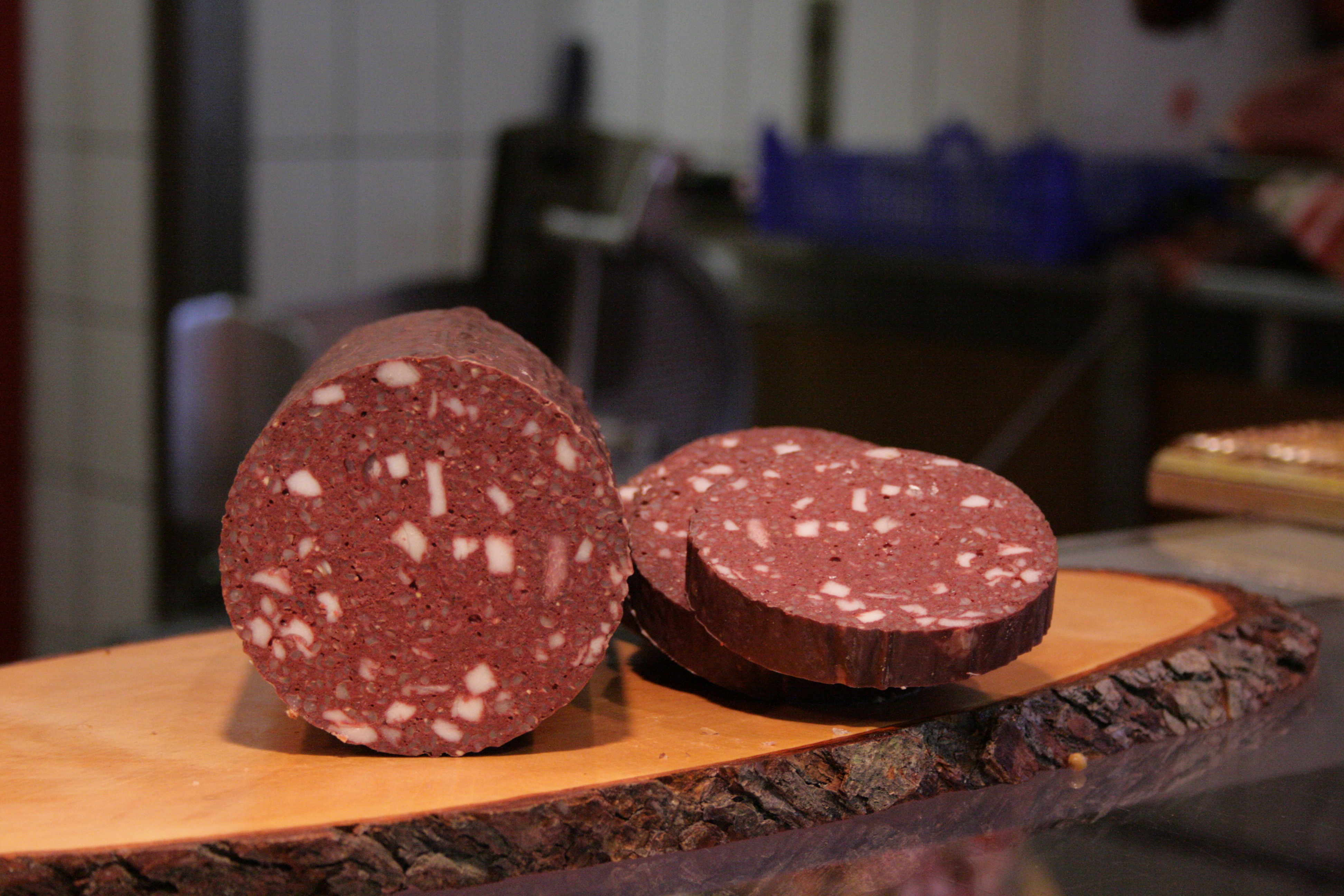
Le bloempanch.

- Le boudin de Bruxelles, bloempanch ou bloodpanch (en néerlandais bloedpens) : sorte de gros boudin noir de 10 cm de diamètre contenant des cubes de gras, tranché épais et poêlé sur feu vif[14].
- La tête de veau en tortue[15] : charcuterie au concentré de tomate et sauce madère et montée dans un bol en faïence que l'on retourne dans l'assiette pour en extraire le contenu, qui ressemble alors à une carapace de tortue.

### Spécialités fromagères
- Le fromage de Bruxelles (ettekeis en bruxellois) : fromage fait à partir de sérum exsudé du lait écrémé chaud et salé.
- Le plattekeis : fromage blanc.
- Le schepkeis : fabriqué à partir de lait du pays de Herve de la mi-novembre au mois de mai, avec un affinage de plusieurs mois en cave.
- Le mandjekaas : fromage de Beersel (localité située à 11 km de Bruxelles), appelé ainsi car le caillé est versé dans les moules en osier tressé en forme de petits paniers (mandjes), dégusté avec du pain ou servi en dessert avec un coulis de fruit.

Le fromage de Bruxelles étant pratiquement immangeable en raison de sa haute teneur en sel, il est le plus souvent coupé avec du plattekeis pour faire le pottekeis. Servi sur une tartine de pain rustique et accompagné de radis (pottekeis au ramenach) et/ou de jeunes oignons, il sert d'en-cas dans les brasseries.

## Produits importés
Des bateaux de pêche venant de l'Escaut amenaient au port de Bruxelles, dans le centre de la ville, poissons et fruits de mer. Ce port intérieur, asséché depuis le début du XXe siècle, est encore appelé vismet (littéralement : « marché aux poissons ») par les Bruxellois.
- Les carricoles : bigorneaux et escargots de mer, le plus souvent servis au court-bouillon dans la rue pendant l'hiver.
- Le hareng : fumé à froid ou mariné version rollmops.
- La crevette grise.
- Les moules.
- Et bien d'autres encore…

## Cuisine

### Spécificités
On cuisine au beurre ou (rarement aujourd'hui) au saindoux. En Belgique, on déjeune (petit déjeuner), on dîne (déjeuner) et on soupe (dîner). L'habitude est de ne manger chaud qu'une seule fois dans la journée. La bière remplace le plus souvent le vin dans la préparation des sauces et sert également à pocher les poissons de mer.

### Volaille
- Kip-kap : tête pressée fait à partir d'un mélange de viande de porc (tête, pieds, couenne et autres abats), coupée très fin et désossée, cuite à l'eau ou à la bière et mise en terrine. Le kip-kap se mange froid avec des petits pains d'épeautre tièdes tartinés au saindoux et poivré au moulin.
- Poularde de Bruxelles aux chicons poêlés à cru.
- Vol-au-vent de poularde de Bruxelles.
- Lapin à la bruxelloise : lapin braisé au saindoux puis mijoté à la gueuze; la sauce est parfumée à la confiture de groseilles rouges ou adoucie à la cassonade[16].

### Plats à base de légumes

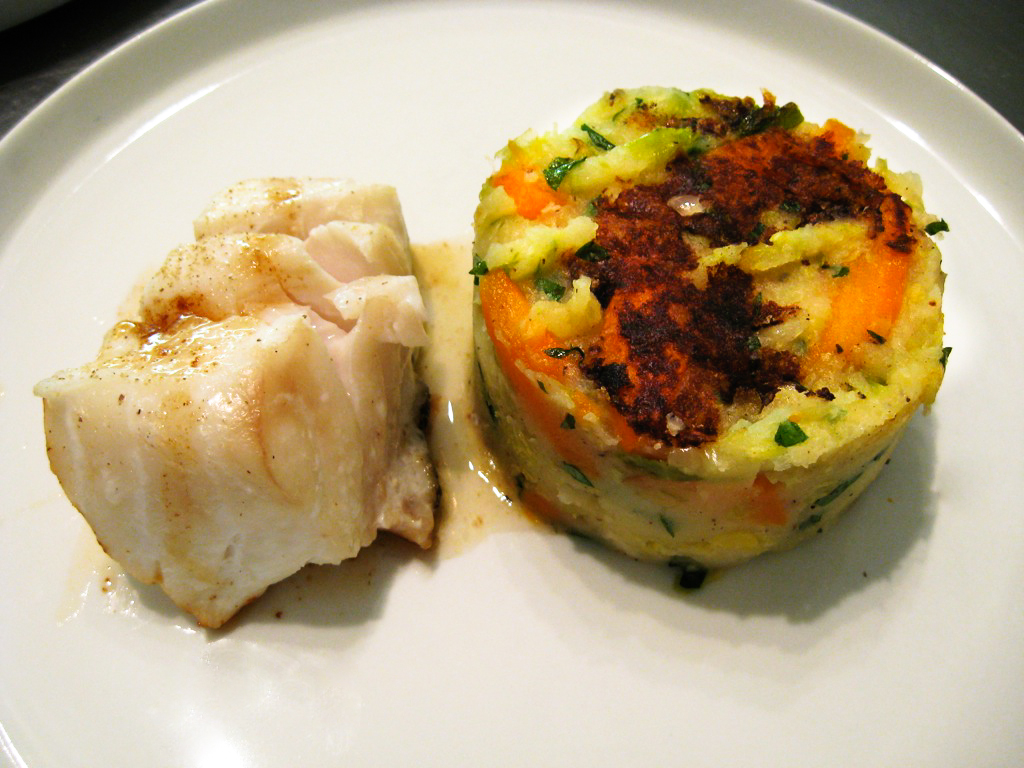
Stoemp accompagné de cabillaud.

- Chicons au gratin : chicons cuits à l'étouffée, enroulés dans du jambon et gratinés avec une sauce Mornay.
- Stoemp : purée de pommes de terre mélangée avec un ou plusieurs des légumes (le plus souvent carottes, poireaux, épinards, petits pois ou choux de Bruxelles).
- Jets de houblon aux œufs pochés : jets de houblon apprêtés comme les asperges, servis avec une sauce à la crème et des œufs pochés.
- Velouté bruxellois : à base de choux de Bruxelles.
- Velouté brabançon : à base de chicons.
- Velouté de bière aux épices : aromatisé au gingembre et aux raisins secs ; la pomme de terre est remplacée par du pain noir pour épaissir la soupe.
- Omelette bruxelloise : aux asperges blanches.
- Flan de cresson et fromage de Bruxelles à la gueuze : le flan est servi avec une sauce crémée à la gueuze et au fromage de Bruxelles.

### Viandes
- Américain préparé.
- Choesels[17] au madère : plat d'abats (testicules de taureau, ris et rognon de bœuf, pieds de mouton) ; la sauce est à base de gueuze et de madère[18].
- Nids d'oiseau : une boulette de viande contenant un œuf au centre.
- Ballekes au lambik : boulettes de porc et veau (on ajoute parfois du poulet) mijotées au lambic (ou à la gueuze).
- Carbonade à la bruxelloise : carbonade flamande à la gueuze.
- Stoemp saucisse.
- Onglet aux échalotes et au faro : pour la sauce, la poêle est déglacée au faro, on ajoute des petits champignons et des oignons grelot.
- Oiseau sans tête (vogels zonder kop) : paupiette de veau, porc et jambon haché, bardée et le plus souvent rôtie ou braisée.
- Langue de bœuf sauce madère.

### Poissons et fruits de mer

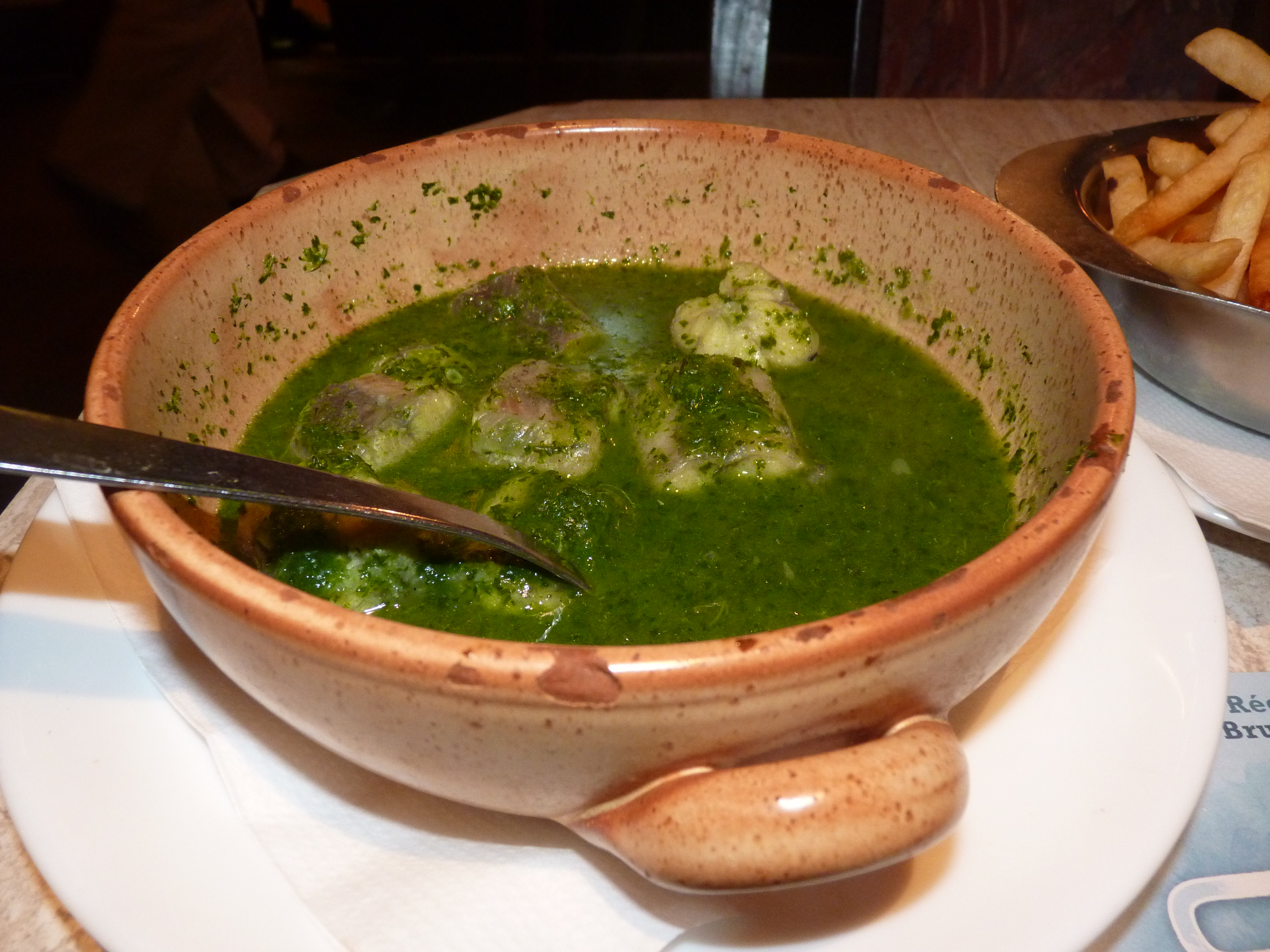
Anguille au vert.

- Anguille au vert : anguille rissolée puis cuite au court-bouillon et au vin blanc avec des légumes verts et des fines herbes.
- Anguille à la bruxelloise : le vin blanc est remplacé par de la gueuze ; existe aussi en terrine.
- Carpe à la bruxelloise : cuisinée au lambic et au vin rouge, la sauces est épaissie au pain d'épices.
- Filet de saumon à la bière : le poisson est poché dans la bière avec des échalotes hachées.
- Potage aux moules : le bouillon est à base de gueuze.
- Tomate aux crevettes grises : tomate farcie de crevettes grises à la mayonnaise (on peut varier avec du guacamole).
- Pêche au thon : pêche au sirop farcie au thon et à la mayonnaise.
- Œufs à la Meulemeester[19]: gratin de crevettes grises macérées dans la bière et d’œufs durs[20].
- Moules-frites : il en existe des dizaines de versions ; les frites peuvent être remplacées par du pain beurré.

### Desserts, biscuits, friandises

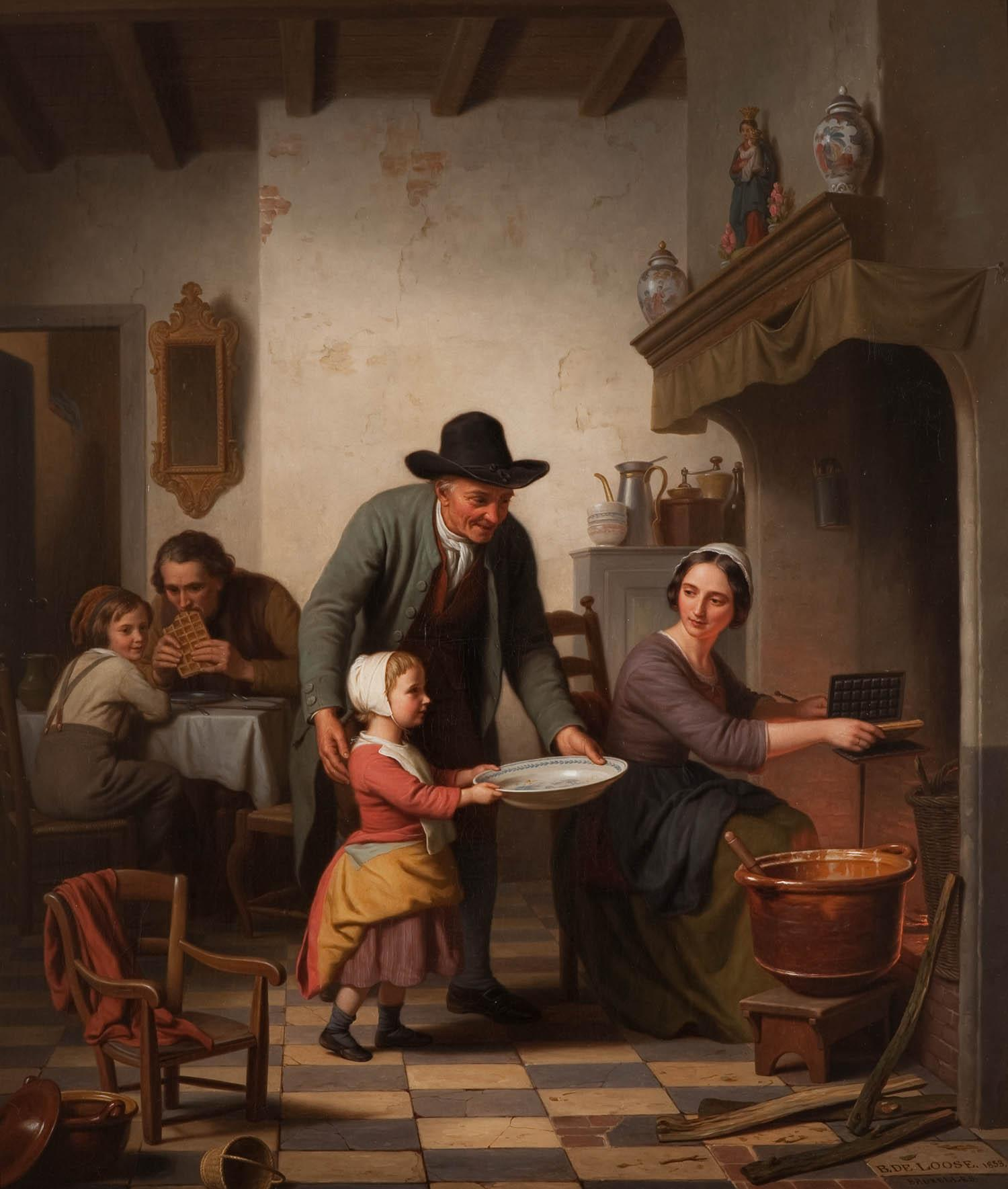
La Cuisson de gaufres, huile sur toile de Basile De Loose (1809-1885), 1853, Bruxelles.

- Gaufre de Bruxelles : gaufre légère et croustillante, se déguste exclusivement saupoudrée de sucre impalpable[21].
- Spéculoos : grand biscuit à la cannelle et au clou de girofle, en forme de saint Nicolas consommé lors de l’Avent et plus particulièrement lors de la fête de saint Nicolas (le 6 décembre) ; aujourd'hui, en forme de petit rectangle, il est systématiquement servi avec le café dans les brasseries et restaurants.
- Croustillons (smoutebollen) : beignets faits à la bière blonde et à la levure de boulanger, servis lors de la Kermesse de Bruxelles.
- Bodding ou bodink bruxellois : variante du pudding anglais, les tartines sont macérées dans de l'eau puis mélangées avec des œufs, du rhum, des zestes d'orange et de citron confits et des pruneaux ; la cuisson se fait dans un linge et à l'eau chaude.
- Bolus, ou baulus, une sorte de viennoiserie[22].
- Pain à la grecque : languette de pâte à la cannelle, saupoudrée de sucré cristallisé, cuite au four (le nom n'a aucune relation avec la Grèce et est sans doute une déformation de la rue où il trouve son origine, la rue du Fossé-aux-Loups, Wolvengracht en néerlandais, du bruxellois grecht qui veut dire « fossé »).
- Gâteau de Bruxelles : amandes pilées, rhum, marmelade d'abricot[23].
- Pain perdu du Manneken : les tranches de pain sont farcies de confiture[23].
- Mendiant aux coings : version bruxelloise du bettelman où l'on remplace la pomme de terre par des coings et le kirsch par du genièvre[23].